# Zamashi (sockenhuvudort i Kina, Qinghai Sheng, lat 38,20, long 100,02)
Zamashi (kinesiska: 扎麻什, 扎麻什乡, 鸽子洞) är en sockenhuvudort i Kina. Den ligger i provinsen Qinghai, i den nordvästra delen av landet, omkring 230 kilometer nordväst om provinshuvudstaden Xining. Antalet invånare är 3 322. Befolkningen består av 1 628 kvinnor och 1 694 män. Barn under 15 år utgör 21,0 %, vuxna 15-64 år 72 %, och äldre över 65 år 5,0 %.
Runt Zamashi är det mycket glesbefolkat, med 3 invånare per kvadratkilometer. Närmaste större samhälle är Babao, 19,8 km öster om Zamashi. Trakten runt Zamashi består i huvudsak av gräsmarker.
Genomsnittlig årsnederbörd är 594 millimeter. Den regnigaste månaden är juli, med i genomsnitt 144 mm nederbörd, och den torraste är januari, med 2 mm nederbörd.